# 税率
税率（ぜいりつ、英語: tax rate）とは、税額を算定するに当たり課税標準にかける比率をいう。

## 概要
税率は課税要件の一つで、課税標準と共に税額を決定する要件である。税率は課税物権を金額・数量で表現した課税要件と結びつくことで課税要件の金額的側面を形成する。

## 算出方法
税率の算出方法には、主に次の2種類の方法がある。
従価税
課税標準が金額・価額で示される場合には、その課税標準に百分率等で示される所定の税率をかけて税額を算出する。
日本の江戸時代の年貢では、40%の税率を「四公六民」のように表現した。
財源としての永続性に欠ける100%以上の税率はほとんど採用されないが、富裕層を対象とする財産税のような、税収よりもある階層の資産の没収を目的とする税の場合は導入されることもある。1946年に日本で導入された戦時補償特別税の税率は100%であった。
従量税
課税標準が数量で示される場合には、課税標準の一単位あたりにつき一定の金額が税率として示される。

## 税率の種類
比例税率
課税標準と税額が常に一定の割合で定められる税率。
主に納税義務者の担税力を基準としない租税について用いられる税率である。
差率税率
課税標準の大きさに応じて税額の割合が変化するように定められる税率。
逆進税率
課税標準が大きくなるに従い、税率が低くなるように定められる税率。
日本では逆進税率を定めた租税は無いが、消費税は多くの税収を得ようと生活必需品・準生活必需品に課税の対象を広げると税負担が逆進的になるとされる。
累進税率
課税標準が大きくなるに従い、税率が高くなるように定められる税率。
主に納税義務者の担税力を基準とする租税について用いられる税率である。
単純累進税率（全額累進税率）
課税標準の全体に対して1つの比率を適用する税率。
超過累進税率
課税標準をいくつかの段階に区分し、課税標準が上の段階に進む（課税標準が一定額を超える）に従って、その進んだ（超えた）部分に対して順次高い比率を適用する税率。
段階税率（限界税率）
超過累進税率において、各段階ごとに適用される税率。
平均税率
超過累進税率において、課税標準と各段階ごとに適用される税率を適用して得られた税額との割合。
実効税率
租税特別措置法等の優遇措置の適用がなかった場合の課税標準と、それらの優遇措置の適用を受けた場合の税額との割合。
優遇措置によって税負担がどの程度軽減されたかを測定するための目安として用いられるが、上記の「平均税率」と同義で用いられる場合もある。

## 地方税法
地方税法では、以下の観念が用いられる。
標準税率
地方団体が課税する場合に通常よるべき税率でその財政上その他の必要があると認める場合においては、これによることを要しない税率をいい、総務大臣が地方交付税の額を定める際に基準財政収入額の算定の基礎として用いる税率（地方税法第1条第1項第5号）。
一定税率
地方税法で定められている税率により課さなければならない税率。地方消費税（同法第72条の83）、特別土地保有税（同法第594条）などが該当する。
制限税率
標準税率を超える税率で課する場合においても、地方税法の規定により超えることのできない税率。都市計画税（同法第702条の4）などが該当する